# 谷均史
谷 均史（たに ひとし、1956年 - ）は、日本の医師。大阪府出身。淀川キリスト教病院の産婦人科と小児科の非常勤医師。発達障害を持った子どもの支援をしてきたことで知られる。

## 略歴
12歳で腎臓を患い大阪の病院に入院した時、徳之島の男の子と相部屋になり、島に小児科がないことを聞き、将来医者になって島に行くことを約束した。
新潟大学医学部を卒業後、2年の研修を経て30歳のときに徳之島の総合病院の勤務医となった。当時日本国内の離島においては初めて900グラム未熟児の救命育成に成功した。徳之島には7年滞在し未熟児救命施設や耳鼻科を開設した。その後、徳之島から大阪に戻った現在でも、奄美諸島の医療支援や島の教育委員会・保育連合会などのサポートを行っている。
2015年より淀川キリスト教病院で発達障がい外来を担当することとなった。
主な出演番組:『おはよう朝日です』『探偵!ナイトスクープ』にて、ユニークな質問に対しても医師の立場から解説を行っている。

## 著書
- ママはホームドクター（たにひとし名義、浪速社、2007年、ISBN 978-4888540186）